# Karl Christian Gmelin
Karl (Carl) Christian Gmelin, född den 18 mars 1762 i Badenweiler, död den 26 juni 1837 i Karlsruhe, var en tysk botaniker och naturforskare.

## Biografi
Gmelin, som var son till en präst och bror till kopparstickaren Wilhelm Friedrich Gmelin, gick vid latinskolan i Müllheim och studerade från 1778 medicin och naturvetenskaper vid universitetet i Straßburg. År 1784 blev han promoverad till medicine doktor vid universitetet i Erlangen.

Auktorsnamnet C.C.Gmel. kan användas för Karl Christian Gmelin i samband med ett vetenskapligt namn inom botaniken; se Wikipediaartiklar som länkar till auktorsnamnet.